# زيفيرو فورياسي
زيفيرو فورياسي (بالإيطالية: Zeffiro Furiassi)‏ (مواليد 19 يناير 1923) هو لاعب كرة قدم. يلعب مع منتخب إيطاليا لكرة القدم. سبق له أن لعب في كأس العالم لكرة القدم مع منتخب بلاده.

## روابط خارجية
- زيفيرو فورياسي على موقع الاتحاد الدولي (مؤرشف)  (الإنجليزية)
- زيفيرو فورياسي على موقع قاعدة بيانات كرة القدم.إي يو (الإنجليزية)
- زيفيرو فورياسي على موقع ناشيونال فوتبول تيمز (الإنجليزية)
- زيفيرو فورياسي على موقع عالم كرة القدم.نت (الإنجليزية)